# USS Wahoo (SS-238)
El USS Wahoo (SS-238) fue un submarino estadounidense de la clase Gato, que hundió alrededor de veinte buques japoneses durante la Segunda Guerra Mundial en el Océano Pacífico, la mayoría en convoyes.  Su comandante, Dudley W. "Mush" Morton considerado un "as" de submarinistas, fue un controvertido oficial afamado por su temeridad y agresividad en combate al mando de esta unidad.
Emprendió siete patrullas, siendo hundido el 11 de octubre de 1943 por aviones japoneses mientras efectuaba una travesía furtiva en aguas territoriales japonesas al interior del mar de Japón.

## Historial operativo
El USS Wahoo fue botado en febrero de 1941 y comisionado en mayo de 1942.  Su primer comandante fue el teniente Marvin G. Kennedy.
Su primera patrulla entre agosto y octubre de 1942 fue asignada en el área del atolón de Truk, donde el USS Wahoo  tuvo un poco halagüeño comienzo el 6 de septiembre con su primer ataque fallido de torpedos a un carguero de que luego intentó embestirlo. 
14 días después, se apuntó su primer buque de carga de 6.400 t cuya escolta lo atacó y no pudo ser confirmado.
Casi al finalizar su patrulla, el USS Wahoo no pudo lograr la posición de disparo a tiempo y dejó escapar al entonces portahidroaviones  Chiyoda y luego a un portaviones auxiliar cuya silueta era semejante al Ryūjō
(hundido 6 semanas antes), probablemente el Unyō.
Al regresar a puerto, Marvin G. Kennedy fue relevado del USS Wahoo y reemplazado por el teniente Richard H. O'Kane.

## Desaparición

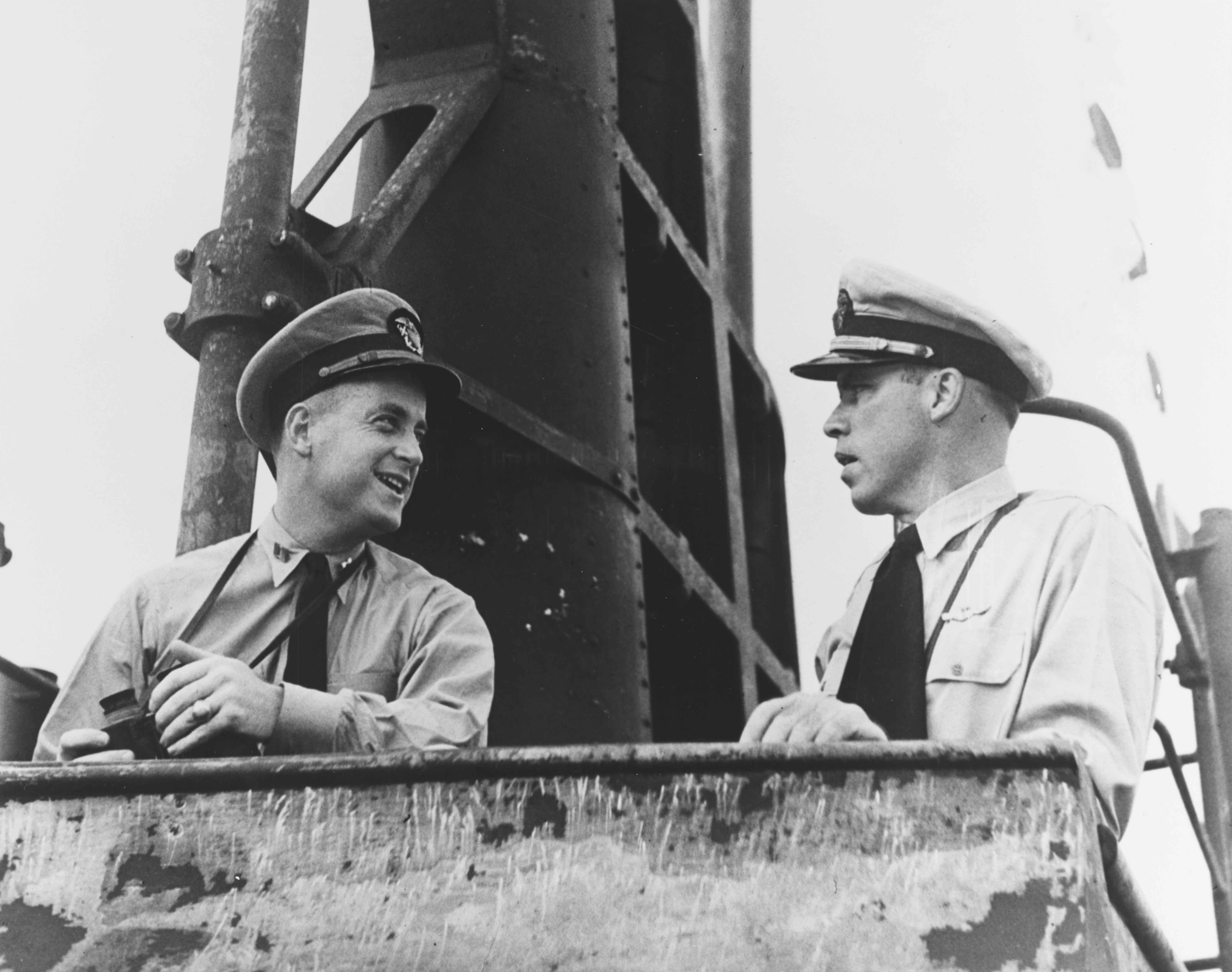
Comandante Dudley W.Morton junto con el comandante Richard H. O'Kane en el puente al finalizar su 3a.patrulla (febrero 1943)

El 13 de septiembre de 1943 estando en Midway, Morton recibió órdenes de ingresar al Mar interior de Japón y hundir navíos enemigos y se dispuso a realizar su misión entrando furtivamente por el Estrecho de La Pérouse el 20 de ese mes.
Era su séptima patrulla.
Mientras estuvo en el Mar interior, se supo por fuentes japonesas que hundió 4 unidades enemigas , se suponía que retornaba por el mismo estrecho en dirección a Midway. 
No se supo más del USS Wahoo y en diciembre de 1943 fue dado de baja del activo de la Armada.
El USS Wahoo fue atacado al cañón el 11 de octubre de 1943 mientras navegaba en superficie por un emplazamiento costero en la Isla de Formosa (actual Soya), al no poder anotar impactos, se solicitó asistencia aérea y fue sucesiva y persistentemente atacado por aviones  Jake cargados de bombas al que se sumó un dragaminas con cargas de profundidad, hundiendo en el plazo de 4 horas el submarino con total perdida de 80 vidas estadounidenses.
Por sus acciones, el USS Wahoo se convirtió en uno de los más famosos submarinos estadounidenses, causando su hundimiento una gran conmoción. Desde su hundimiento en octubre de 1943, ningún otro submarino estadounidense se aventuró en el mar territorial del Japón hasta junio de 1945.

### Controversia

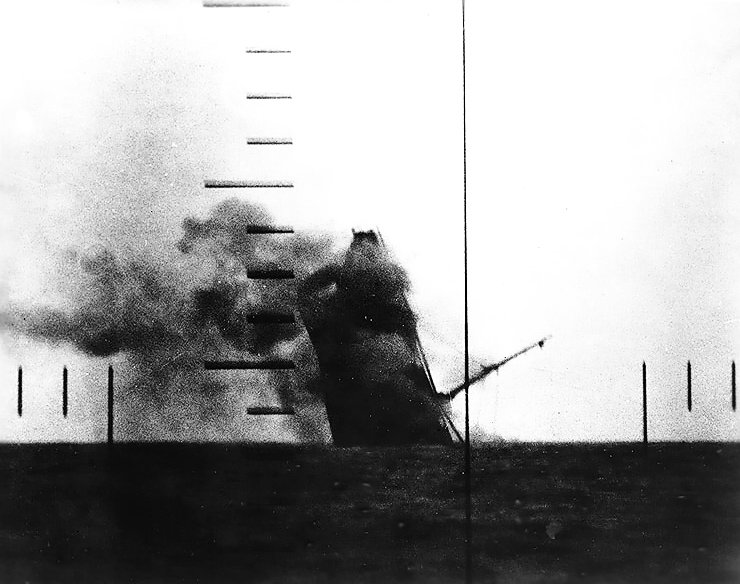
Fotografía de periscopio del USS Wahoo (SS-238) del hundimiento de un barco mercante japonés.

La fama como cazador de buques enemigos del comandante Dudley Walker Morton se vio empañada el 26 de enero de 1943 cuando en circunstancias de que estaba atacando un convoy, uno de esos buques japoneses, el Buyo Maru o el Arizona Maru el cual transportaba 1.400 soldados y 491 prisioneros de guerra, la mayoría hindúes,  fue alcanzado por uno de los torpedos del USS Wahoo,  los sobrevivientes se lanzaron al agua y otros ocuparon unos 20 botes salvavidas.
Morton, contraviniendo las directrices de la Convención de La Haya ordenó el acribillamiento por ametrallamiento de los sobrevivientes que supuestamente se acercaban al submarino y de los botes salvavidas, como resultado: 87 soldados nipones y 191 prisioneros perecieron directamente por esta acción.  Más tarde, 1.121 soldados fueron rescatados junto con el resto de los prisioneros por otros buques japoneses.
Por esta acción equivalente a un crimen de guerra, Morton no fue amonestado ni sujeto a investigación.

## Pecio
En 2006 se encontró el pecio del USS Wahoo a 65 m de profundidad en una operación conjunta ruso-estadounidense.